# Октябрьское сельское поселение (Подосиновский район)
Октябрьское сельское поселение  — муниципальное образование в составе Подосиновского района Кировской области России, существовавшее в 2006 — 2011 годах.
Центр — село Октябрь.

## История
Октябрьское сельское поселение образовано 1 января 2006 года согласно Закону Кировской области от 07.12.2004 № 284-ЗО.
Законом Кировской области от 28 апреля 2012 года № 141-ЗО поселение упразднено, все населённые места включены в состав Подосиновского городского поселения.

## Состав
В состав поселения входили 13 населённых пунктов:
- село Октябрь
- деревня Барановщина
- деревня Выползово
- деревня Григошево
- деревня Загоскино
- деревня Окулово
- деревня Олюхино
- деревня Останино
- деревня Палкино
- деревня Романовщина
- деревня Токовица
- село Троица
- деревня Федоровская